# Bœuf bourguignon

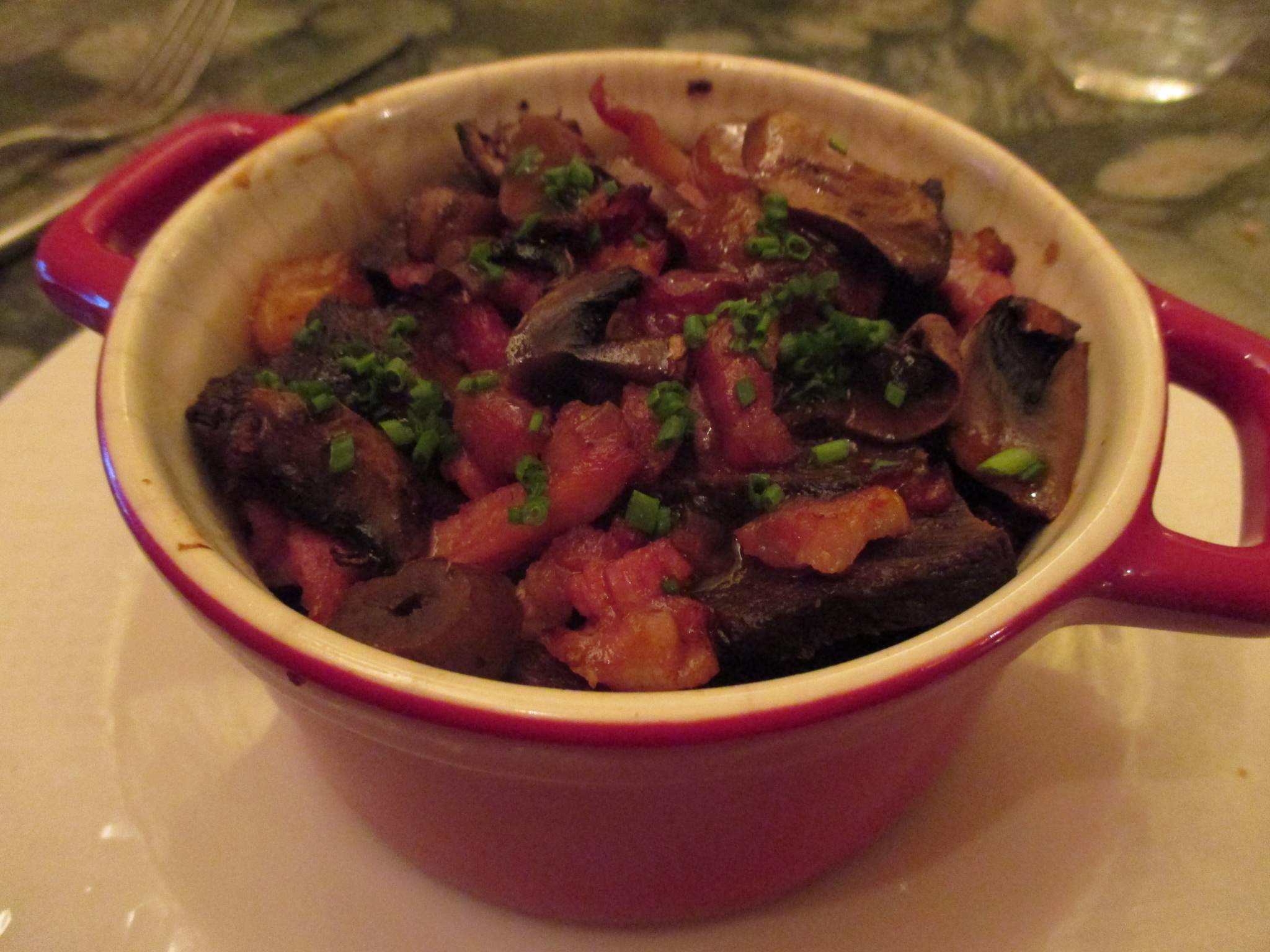
Bœuf bourguignon

Bœuf bourguignon („wołowina po burgundzku”) – potrawka przyrządzana z wołowiny, warzyw i czerwonego wina. Danie wywodzi się z Burgundii i uznawane bywa za jedno z najbardziej typowych dla kuchni francuskiej.
Potrawę przyrządza się z krojonego w kawałki mięsa wołowego, marchwi, grzybów, cebuli lub szalotek i drobno krojonego boczku. Całość podsmaża się, następnie dusi przez kilka godzin w mieszance bulionu wołowego i czerwonego wina (często burgundzkiego).
Kawałkiem mięsa szczególnie odpowiednim dla tej potrawy jest łopatka (we francuskiej tradycji rzeźniczej – paleron lub macreuse), gdyż zachowuje miękką konsystencję pomimo wielogodzinnego gotowania. Po przygotowaniu potrawę można odstawić schłodzoną na jeden lub dwa dni, co pozwala jej nabrać dodatkowego smaku.
Danie często podaje się z dodatkiem gotowanych ziemniaków. Serwuje się do niego czerwone wino.